# Дейдамея (дъщеря на Пир II)
Вижте пояснителната страница за други личности с името Дейдамея.
Дейдамея (на старогръцки: Δηιδάμεια, Deidameia, ? – 233 пр.н.е.) е последната царица на молосите в древен Епир от род Еакиди (или Пириди) през 233 пр.н.е. Наричана е и „Лаодамия“ („Laodamia“).
Тя е дъщеря на цар Пир II. Сестра е на Нереис, която се омъжва за Гелон, най-големият син на Хиерон II, владетелят на Сиракуза.
Дейдамея последва на трона братовчед си Пир III. За да отмъсти за смъртта на нейния чичо Птолемей тя завладява град Амбракия. Народът въстава и тя се крие в храма на Артемида, където е убита.
След края на царската династия епиротите решават да въведат републикански съюз на епиротите (koinon) (от ок. 231 до 167 пр.н.е.). Това става по времето на цар Деметрий II Македонски (239 – 229 пр.н.е.), който е сватосан с Еакидите.